# Juan Manuel Gandarias y Bajón
Juan Manuel Gandarias y Bajón (Piña de Esgueva, 1923-Bilbao, 11 de mayo de 2011) fue un médico español, catedrático de fisiología, fundador y primer decano de la Facultad de Medicina de Bilbao en 1968. También fue el impulsor y primer director de la Escuela Universitaria de Enfermería de Bilbao.

## Trayectoria profesional
Nació en el municipio de Piña de Esgueva (Valladolid) en 1923. Realizó la licenciatura de medicina en la Universidad de Valladolid donde fue alumno interno y posteriormente adjunto de la cátedra de fisiología. A finales de los años 40 se trasladó a la Universidad de Oxford donde trabajó con el profesor Howard Scott Liddell.
Tras perfeccionar su formación en Oxford, presentó su tesis doctoral con un estudio sobre la vitamina C y logró la cátedra de Fisiología de la Facultad de Medicina de la Universidad de Salamanca en 1960.
En 1969 fue nombrado decano comisario de la recién creada Facultad de Medicina de Bilbao. Como docente no solo puso en marcha los estudios de Medicina, sino que fue el impulsor y primer director de la Escuela Universitaria de Enfermería y del Colegio Universitario de Álava.
Como catedrático fue el creador y también director del departamento de fisiología de la Universidad de Bilbao (actual U.P.V.) desde donde dirigió más de 50 tesis doctorales además de ser vicerrector de Investigación.
En los años 70 creó la Real Academia de Medicina de Bilbao de la que fue presidente.
Continuó trabajando hasta su fallecimiento, en la fundación para la investigación y docencia de las enfermedades cardiovasculares (FIDEC), heredera de la antigua Fundación Vizcaya Pro Cardíacos.

## Publicaciones
Fue autor de múltiples publicaciones nacionales e internacionales y editó varios libros que contribuyeron a la formación de varias generaciones de médicos en España.
Se destacan:
- Fisiología Especial Aplicada (1961)
- Bioquímica y Fisiología general (1962)
- Elementos de Nutrición, Fisiología y Patología del Aparato Digestivo (1991),[7]